# أندرياس مارشال
أندرياس مارشال (بالألمانية: Andreas Marschall) (و. 1961  م) هو كاتب سيناريو، ومونتير، ورسام توضيحي، ومخرج أفلام ألماني، ولد في كارلسروه.

## وصلات خارجية
- أندرياس مارشال على موقع IMDb (الإنجليزية)
- أندرياس مارشال على موقع ألو سيني (الفرنسية)
- أندرياس مارشال على موقع أول موفي (الإنجليزية)
- أندرياس مارشال على موقع قاعدة بيانات الفيلم (الإنجليزية)
- أندرياس مارشال على موقع كينوبويسك (الروسية)